# Quibala Norte
Quibala Norte, também chamada de Loje-Quibala, é uma vila e comuna angolana que se localiza na província do Zaire, pertencente ao município de Quindeje.
Anteriormente uma comuna do município de Nezeto, em 5 de setembro de 2024 foi transferido para a jurisdição do novo município de Quindeje.